# Phaeostigma minois
Phaeostigma minois är en halssländeart som beskrevs av U. Aspöck och H. Aspöck 1990. Phaeostigma minois ingår i släktet Phaeostigma och familjen ormhalssländor. Inga underarter finns listade i Catalogue of Life.